# Boqueho
Boqueho (bret. Boskazoù) – miejscowość i gmina we Francji, w regionie Bretania, w departamencie Côtes-d’Armor.
Według danych na rok 1990 gminę zamieszkiwało 791 osób, a gęstość zaludnienia wynosiła 29 osób/km² (wśród 1269 gmin Bretanii Boqueho plasuje się na 671. miejscu pod względem liczby ludności, natomiast pod względem powierzchni na miejscu 325.).